# Ralița, Tărgoviște
Ralița (în bulgară Ралица) este un sat în comuna Tărgoviște, regiunea Tărgoviște,  Bulgaria. 

## Demografie
Componența etnică a satului Ralița
     Turci (55,93%)
     Bulgari (40,67%)
     Romi (2,11%)
     Nicio identificare (1,27%)
La recensământul din 2011, populația satului Ralița era de 236 locuitori. Din punct de vedere etnic, majoritatea locuitorilor (55,93%) erau turci, existând și minorități de bulgari (40,67%) și romi (2,11%). Pentru 1,27% din locuitori nu este cunoscută apartenența etnică.